# As Coletividades Anormais
O legado de Nina Rodrigues, (1862-1906) é ofuscado por seu compartilhamento com as teorias racistas da superioridade das raças e degenerescência dos mestiços, mas sempre com a ressalva que o seu espírito científico, questionador o fez um dos primeiros a colocar em pé de igualdade aos fatores supostamente hereditários às más condições sociais em que viviam as populações descendentes de africanos e indígenas brasileiros.
Inquestionavelmente seus estudos sobre os africanos no Brasil contribuíram de modo singular para compreensão da cultura afro-brasileira que se formou e que se tentava, se não ignorar, combater. São relevantes também suas contribuições ao direito penal principalmente à condição de alienados ou “loucos de todo o gênero” dos inimputáveis perante a lei. Contudo pouco se comenta das suas contribuições à psicologia social onde entre seus estudos encontra-se a obra póstuma “As Collectividades Anormaes” publicado pela Editora Civilização Brasileira Rio de Janeiro em 1939, 33 anos após a sua morte.

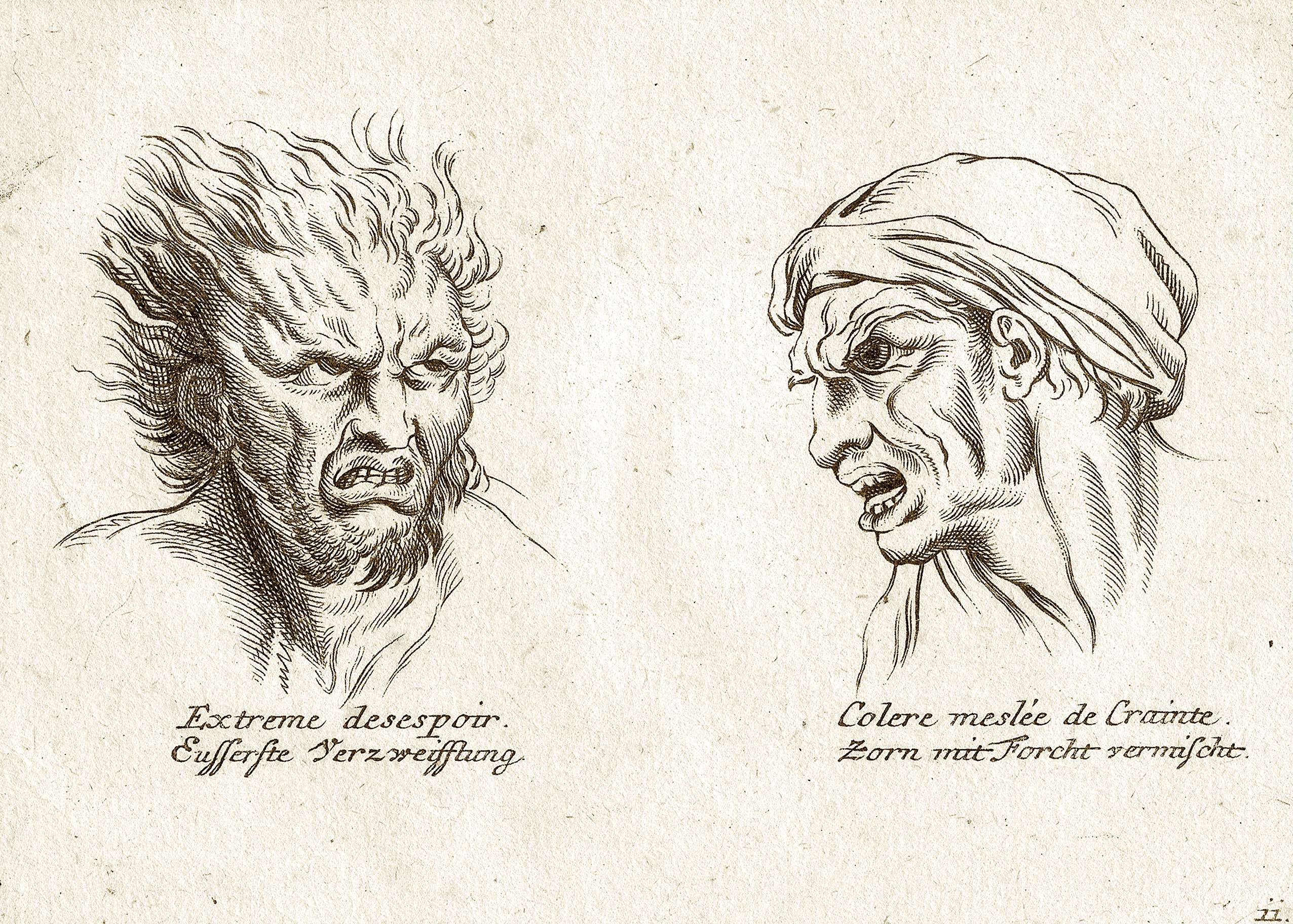
Ilustração de do sec. XIX sobre fisiognomica (Nina Rodrigues foi um dos contestadores dessa teoria descrevendo o crânio normal do "criminoso" Lucas da Feira)

## História e plano da obra
No prefácio dessa coletânea que organizou, Arthur Ramos, o primeiro professor do primeiro curso e livro de psicologia social do Brasil (1937), refere-se ao seu reconhecimento internacional situando-o entre os clássicos de Gustave Le Bon (1841 -1931), autor de Psicologia das Multidões, Scipio Sighele (1868 -1913) e Jean-Gabriel (de) Tarde (1843-1904), ambos com relevantes contribuições ao estudo da criminologia e associações criminosas , onde destaca a relevância das contribuições de Nina Rodrigues sobre as epidemias religiosas, onde seu nome é citação obrigatória, e à psicopatologia gregária.
Ainda segundo Ramos, no prefácio da obra citada, em mais de uma oportunidade fez Nina Rodrigues referências a esse projeto de livro, cujo rascunho foi resgatado por ele, entre seus manuscritos no Instituto Nina Rodrigues. O Plano original da obra estava assim dividido:
1º PARTE – As loucuras epidêmicas
Cap. I – A loucura das turbas
Cap. II – A epidemia de loucura religiosa de Canudos e Pedra Bonita
2º PARTE – As associações criminais no Brasil
Cap. I  – A anormalidade dos criminosos: o atavismo na degeneração criminosa. Os assassinos mutiladores.
Cap. II  – O crime a dois: Marcellino Bispo e Diocleciano Martyr.
Cap. III – As quadrilhas brasileiras; sua feição bárbara e medieval.
Cap. IV – As associações criminosas urbanas.
Ramos, apesar de não encontrar os manuscritos da obra assim planejada, resgatou os textos publicados separadamente: sobre a epidemia de loucura religiosa de Canudos e Pedra Bonita (Cap. II Parte I); sobre o crime a dois: Marcellino Bispo e Diocleciano Martyr (Cap. II Parte II). Incluiu um texto sobre o bando do escravo fugitivo Lucas da Feira, que decerto corresponde ao pretendido sobre as quadrilhas brasileiras, sua feição bárbara e medieval (Cap. III Parte II) e brilhantemente compensou a ausência de textos sobre as loucuras epidêmicas como os estudos sobre a "abasia choreiforme epidêmica" e "choreomania". Sobre o atavismo (Cap. I Parte II) também não encontrado, incluiu o texto anteriormente publicado "Os mestiços brasileiros", fazendo a ressalva de que se substituirmos os termos raça por cultura e mestiçamento por aculturação as suas concepções adquiriam completa e perfeita atualidade. (Ramos, 1939).
O valor dessa obra em nossos dias se destaca especialmente para o entendimento dos mecanismos psicossociais da liderança e formação de quadrilhas, no enfoque da psicologia social e comunitária, o que ainda está para ser avaliado, especialmente diante da demanda gerada pelas proporções que o crime organizado adquiriu no Brasil em função do tráfico de drogas. Observe-se também os princípios de análise multi-causal e interdisciplinar, já esboçados em Nina, para não cairmos na armadilha reducionista de elegermos uma única causa (no caso a droga), ou condições sócio-econômicas e culturais em que vivem as populações envolvidas como o próprio Nina Rodrigues procedeu em alguns destes trabalhos, embora dando demasiada importância ao fator "raça", mesmo sem plena concordância com as acepções em voga, como mostrou com a análise craniométrica de Antonio Conselheiro sobre os qual atestou que não possuía "nenhuma anomalia que denunciasse traços de degenerescência". (o.c. p. 131) assim como do condenado criminoso Lucas da Feira "com ausência de caracteres criminais em seu crânio" (o.c p.164) contribuindo assim para revisão destas teorias e paradigma de seu tempo.

## Coletividades anormais / Psicologia coletiva
Ramos, (1939), ainda no prefácio da referida obra, assinala a antecipação histórica do trabalho de Nina Rodrigues no âmbito do que veio a se constituir como psicologia coletiva ou das multidões e psicologia social mostrando a complexidade que esta(s) disciplina(s) assumiram com as diversas contribuições que se sucederam desde Wilhelm Wundt (1832 - 1920) com a sua psicologia dos povos (Volkerpsychologie), William McDougall (1871 – 1938) entre outros, destacando no seu curso e livro , as contribuições de Kurt Lewin (1890 -1947) e da psicanálise para o entendimento do fenômeno da multidão e seu meneur ou líder.
Uma possível definição de coletividade anormal de Rodrigues, (1939)   inclui-se no âmbito do que ele denominou de psicologia coletiva inaugurada por Scipio Sighele e, tem como objeto, realizar o estudo clínico do meneur (líder) e da multidão que o segue (p. 78), realizando um estudo completo sobre as condições e a maneira como se produz o contágio das emoções, distinguindo os diversos tipos do estado de multidão, a saber: (1) heterogêneas anônimas e não anônimas (2) homogêneas, nas quais se incluem as seitas, castas e classes. Adotando a terminologia de Le Bon e a proposição de Sighele que admitem uma sucessão das multidões primitivas às grandes corporações e ao Estado moderno.
Ao longo da obra, Nina Rodrigues, explora ainda a relação entre a psicose, suas características de isolamento e o aparente paradoxo da produção de um delírio coletivo; a relação entre as condições sociais geradoras e tendências criminosas (natas e inatas); apresenta considerações ainda sobre a histeria e hipnose e sobre relações de cumplicidade (o par criminoso) e a natureza sugestão / imitação.
Com certeza a reconstrução de Artur Ramos atingiu os objetivos de reconstrução do projeto de obra,  As Coletividades Anormais, de Nina Rodrigues. Entretanto para melhor compreensão do fenômeno estudado algumas outras leituras poderiam ser feitas. Entre estas, toda a descrição etnográfica das populações africanas ("Os africanos no Brasil" de 1932; "O animismo fetichista dos negros baianos" de 1900) e o artigo “La paranoïa chez les nègres”, publicado no  Archives d’Anthropologie Criminelle, de Criminologie et de Psychologie Normale et Pathologique, Lyon, 1903 recentemente traduzido por Martha Gambini . O texto
“As ilusões da catequese no Brasil” publicado na Revista Brasileira, RJ, 1896, também poderia ser incluído pois aborda diretamente as questões de aculturação, na re-leitura proposta por Ramos para o entendimento de mestiçagem.
Na perspectiva de aproximar a psicologia coletiva ao que hoje se entende por medicina social ou saúde coletiva, poderia incluir as análises feitas por Nina Rodrigues dos serviços de saúde mental, especialmente: "Organização do serviço médico da República" publicado no "Brasil Médico", RJ, 1981 e principalmente: "A assistência médico-legal aos alienados nos estados brasileiros" (publicado na Revista Brasil Médico, 1906)  entendendo estas como uma resposta ou reação do Estado às demandas de assistência de saúde mental no país, consolidando a historiografia como uma forma de compreendermos o nosso atual modo de ver. 

## Ver também

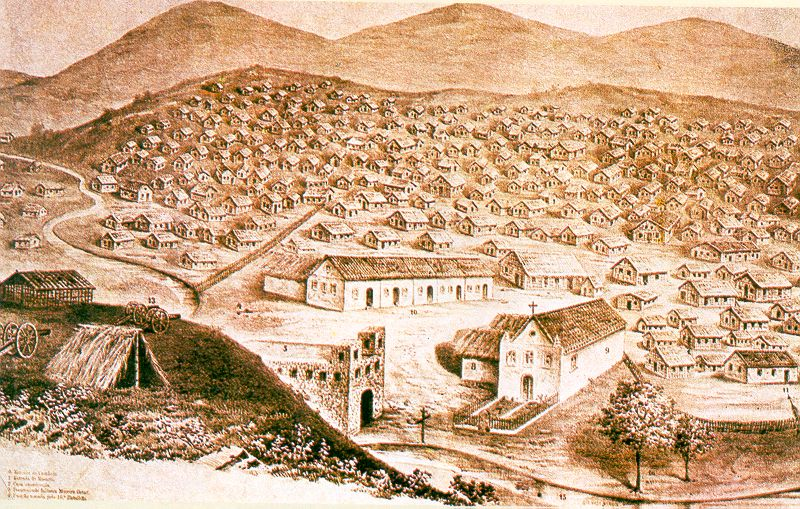
Canudos, uma construção motivada por uma loucura religiosa?